# 서동욱 (1969년)
서동욱(徐東煜, 1969년~)은 대한민국의 시인이자 문학평론가이자 철학자이다.
서강대학교 철학과 및 같은 과 대학원을 졸업하고 벨기에 루뱅 대학 철학과에서 석·박사 학위를 받았다. 1995년 《세계의 문학》과 《상상》 봄호에 각각 시와 평론을 발표하면서 등단했다. 꾸준히 시와 평론을 발표하고 있으며, 독창적인 철학 저술과 번역물도 내놓고 있다. 들뢰즈 연구에 조예가 깊으며, 현재 서강대학교 철학과 교수이다.

## 저서

### 시집
- 《랭보가 시쓰기를 그만둔 날》(문학동네, 1999)
- 《우주전쟁 중에 첫사랑》(민음사, 2009) : “우주적인 상상력 속에 인생의 희비극성을 담아낸 시편들이 수록됐다.”[2]

#### 엮은 시집
- 《거대한 뿌리여, 괴기한 청년들이여》(민음사, 2008) : 김수영 40주기 기념 시집
- 《별은 시를 찾아온다》(민음사, 2009) : 2009 천문의 해 기념 시집

### 철학 책
- 《차이와 타자》(문학과지성사, 2000)
- 《들뢰즈의 철학》(민음사, 2002)
- 《일상의 모험》(민음사, 2005) ISBN 89-374-2554-8
- 《철학 연습》(반비, 2011) ISBN 978-89-8371-292-9

#### 공저
- 《니체가 뒤흔든 철학 100년》(민음사, 2000) : 김상환 등과 공저. 〈들뢰즈 존재론과 앙띠 오이디푸스 그리고 니체〉 편을 썼다.
- 《포스트모던 칸트》(문학과지성사, 2006) : 〈칸트와 들뢰즈 : 선험적 종합에서 경험적 종합을〉 편을 썼다.

### 번역한 책
- 《칸트의 비판철학》(민음사, 1995) : 들뢰즈가 1963년에 낸 《La philosophie critique de Kant》의 번역
- 《프루스트와 기호들》(민음사, 1997) ISBN 89-374-1594-1 : 들뢰즈의 《Proust et les signes》를 번역
- 《존재에서 존재자로》(민음사, 2003) ISBN 89-374-1611-5 : 에마뉘엘 레비나스의 《De l'Existence à l'existant》를 한국어로 옮긴 것이다.